# Podul din Alcántara (Toledo)

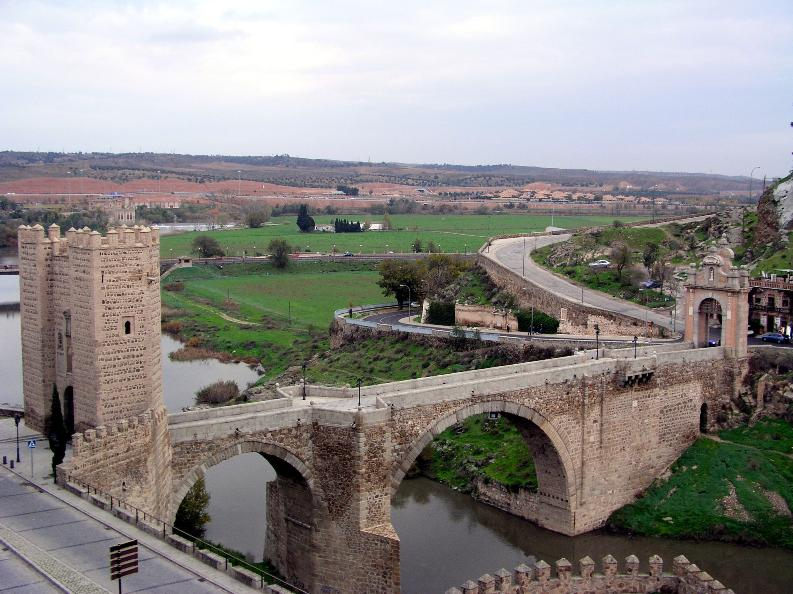
Podul din Alcantara

Podul din Alcántara (Alcántara, în arabă -pod). Podul din orașul Toledo, în apropierea Castelul de San Servando. Se stie ca a fost construit în epoca romană, când a fost fundat orașul Toletum. Era unul din podurile care intrau în oraș, iar în Evul Mediu intrare obligatorie pentru toți peregrinii.
Podul a fost obiect de continue atacuri în perioada Reconquistei (recuceririi). A fost declarat monument național în 1921.